# Reem Al Hashimy
Reem Bint Ebrahim Al Hashimy ( em árabe: معالي ريم بنت إبراهيم الهاشمي   ) é uma funcionária pública dos Emirados Árabes Unidos que atualmente atua como Ministra de Estado para Cooperação Internacional no Ministério de Relações Exteriores e Cooperação Internacional dos Emirados Árabes Unidos.

## Educação
Al Hashimy completou sua graduação na Tufts University, obtendo um bacharelado em Relações Internacionais e Francês, seguido por um mestrado pela Harvard University . Ela também é PhD pela Universidade de Tsinghua .

## Carreira
Al Hashimy começou sua carreira como adida comercial e, posteriormente, vice-chefe da Embaixada dos Emirados Árabes Unidos nos Estados Unidos da América em Washington DC
Ela foi nomeada Ministra de Estado no Gabinete dos Emirados Árabes Unidos em fevereiro de 2008. Ela foi nomeada para seu cargo atual como Ministra de Estado da Cooperação Internacional dos Emirados Árabes Unidos em fevereiro de 2016.
Al Hashimy preside o Comitê Nacional de Objetivos de Desenvolvimento Sustentável, que lidera o estímulo aos Objetivos de Desenvolvimento Sustentável nos Emirados Árabes Unidos.
Al Hashimy foi presidente da Autoridade Federal de Competitividade e Estatística dos Emirados Árabes Unidos. Ela atua como presidente da Dubai Cares, uma organização filantrópica que visa melhorar o acesso à educação nos países em desenvolvimento, e é presidente da Sorbonne University Abu Dhabi.
Em setembro de 2022, Al Hashimy se tornou a primeira mulher política dos Emirados a fazer um discurso pelos Emirados Árabes Unidos na Assembleia Geral da ONU .

### Expo 2020 Dubai
Em 2011, Al Hashimy foi nomeado pelo Sheikh Mohammed bin Rashid Al Maktoum para o cargo de Diretor Administrativo do Comitê Superior para Sediar a Expo Mundial 2020 .
Em seguida, ela liderou a candidatura bem-sucedida para sediar a primeira Expo Mundial a ser realizada na região do Oriente Médio, África e Sul da Ásia (MEASA).
Em junho de 2014, Al Hashimy foi nomeada Diretora Administrativa do Comitê Superior da Dubai Expo 2020 e Diretor Geral do Expo 2020 Dubai Bureau. O evento, que foi adiado em um ano devido à pandemia do COVID-19, acabou recebendo 24,1 milhões de visitantes ao longo de seis meses entre outubro de 2021 e março de 2022.
Em julho de 2022, foi anunciado que Al Hashimy continuaria seu trabalho como CEO da Expo City Dubai Authority, responsável pelo legado físico e intangível da Expo 2020 Dubai.